# Derek Stepan
Derek Stepan (* 18. června 1990 Hastings, Minnesota) je americký hokejový útočník hrající v severoamerické National Hockey League (NHL) za tým Carolina Hurricanes. Předtím působil v týmu New York Rangers, který ho v roce 2008 draftoval z 51. pozice.

## Hráčská kariéra
Dne 1. července 2010 podepsal svou první profesionální smlouvu s Rangers, čímž se vzdal závislosti na Wisconsinské Univerzitě. Na podzim téhož roku se poté zúčastnil předsezónního kempu. První hattrick zaznamenal hned v první sezóně, když 9. října 2010 třikrát překonal Ryana Millera z Buffala Sabres a stal vůbec prvním nováčkem v historii Rangers, kterému se něco takového povedlo (Rangers zvítězili 6:3).

## Klubové statistiky
| Sezona     | Klub                    | Soutěž     | Základní část | Základní část | Základní část | Základní část | Základní část | Play off | Play off | Play off | Play off | Play off |
| Sezona     | Klub                    | Soutěž     | Z             | G             | A             | B             | TM            | Z        | G        | A        | B        | TM       |
| ---------- | ----------------------- | ---------- | ------------- | ------------- | ------------- | ------------- | ------------- | -------- | -------- | -------- | -------- | -------- |
| 2008/09    | Wisconsinská Univerzita | WCHA       | 40            | 9             | 24            | 33            | 6             | —        | —        | —        | —        | —        |
| 2009/10    | Wisconsinská Univerzita | WCHA       | 41            | 12            | 42            | 54            | 10            | —        | —        | —        | —        | —        |
| 2010/11    | New York Rangers        | NHL        | 82            | 21            | 24            | 45            | 20            | 5        | 0        | 0        | 0        | 2        |
| 2011/12    | New York Rangers        | NHL        | 82            | 17            | 34            | 51            | 22            | 20       | 1        | 8        | 9        | 4        |
| 2012/13    | KalPa                   | SM-liiga   | 12            | 2             | 2             | 4             | 0             | —        | —        | —        | —        | —        |
| 2012/13    | New York Rangers        | NHL        | 48            | 18            | 26            | 44            | 12            | 12       | 4        | 1        | 5        | 2        |
| 2013/14    | New York Rangers        | NHL        | 82            | 17            | 40            | 57            | 18            | 24       | 5        | 10       | 15       | 2        |
| 2014/15    | New York Rangers        | NHL        | 68            | 16            | 39            | 55            | 22            | 19       | 5        | 7        | 12       | 10       |
| 2015/16    | New York Rangers        | NHL        | 72            | 22            | 31            | 53            | 20            | 5        | 2        | 0        | 2        | 0        |
| 2016/17    | New York Rangers        | NHL        | 81            | 17            | 38            | 55            | 16            | 12       | 2        | 4        | 6        | 4        |
| 2017/18    | Arizona Coyotes (A)     | NHL        | 82            | 14            | 42            | 56            | 26            | —        | —        | —        | —        | —        |
| 2018/19    | Arizona Coyotes (A)     | NHL        | 72            | 15            | 20            | 35            | 14            | —        | —        | —        | —        | —        |
| 2019/20    | Arizona Coyotes (A)     | NHL        | 70            | 10            | 18            | 28            | 16            | 9        | 1        | 4        | 5        | 6        |
| 2020/21    | Ottawa Senators         | NHL        | 20            | 1             | 5             | 6             | 8             | —        | —        | —        | —        | —        |
| 2021/22    | Carolina Hurricanes     | NHL        | 58            | 9             | 10            | 19            | 14            | 3        | 0        | 0        | 0        | 0        |
| NHL celkem | NHL celkem              | NHL celkem | 759           | 168           | 317           | 485           | 194           | 106      | 20       | 34       | 54       | 30       |

### Reprezentační statistiky
| 2010            | USA 20          | MSJ             | 7  | 4 | 10 | 14 | 4 |
| 2011            | USA             | MS              | 7  | 2 | 5  | 7  | 2 |
| 2014            | USA             | ZOH             | 1  | 0 | 0  | 0  | 0 |
| 2016            | USA             | SP              | 3  | 0 | 1  | 1  | 0 |
| Junioři celkově | Junioři celkově | Junioři celkově | 7  | 4 | 10 | 14 | 4 |
| Senioři celkově | Senioři celkově | Senioři celkově | 11 | 2 | 6  | 8  | 2 |

#### Profily
- Derek Stepan – statistiky na Hockeydb.com (anglicky)
- Derek Stepan – statistiky na Elite Prospects (anglicky)
- Derek Stepan – statistiky na NHL.com